# Joël Prévost
Joël Prévost (nacido como Jean-Luc Potaux; Narbona, Aude; 6 de febrero de 1950-21 de noviembre de 2024) fue un cantante francés, que representó a su país en el Festival de la Canción de Eurovisión 1978.

## Biografía
Nacido en la región de Languedoc-Rosellón al sur de Francia, Prévost fue adoptado poco después de nacer por una familia del norte del país, quiénes lo re-nombraron como Jean-Luc Potaux y lo llevaron a vivir a Trith-Saint-Léger, lugar en donde pasó toda su infancia.

### Carrera
En 1963, a la edad de 13 años, ganó un concurso de canto organizado por el periódico regional La Voix du Nord. En 1970 se trasladó a París y protagonizó el musical «Hair» junto a Gérard Lenorman. En 1972 firmó un contrato discográfico con CBS Records, publicando una serie de sencillos y realizando giras por varios años con artistas como Serge Gainsbourg, Mike Brant, Michèle Torr y Serge Lama.
Su paso por Eurovisión
En 1977, Prévost participó en la final nacional francesa para elegir al siguiente representante de ese país en el Festival de Eurovisión. Su canción "Pour oublier Barbara" participó en la primera semifinal pero no logró su pase a la final. Al año siguiente, él volvió a participar nuevamente en la final nacional con la canción "Il y aura toujours des violons" ("Siempre habrá violines"), logrando alcanzar el primer puesto y teniendo el derecho de representar a Francia en la siguiente edición del Festival de Eurovisión a celebrarse en la ciudad de París. Finalmente, su canción consiguió 119 puntos y se posicionó en el 3° puesto.
Después de Eurovisión
Prévost permaneció en activo hasta 2017, año en el que se retiró, tras haberse presentado en el Olympia de París, en el Alhambra y haber realizado numerosas giras durante varios años por toda África.

## Muerte
Joël Prévost falleció el 21 de noviembre de 2024, a los 74 años, en el distrito 19 de París, Francia; sin embargo, esto fue anunciado recién el 28 de enero de 2025.